# Графство Мандершайд
Графство Мандершайд (нем. Grafschaft Manderscheid) — государство в составе Священной Римской империи. В 1461 г. было возведено в статус имперского графмтва, в 1488 г. было разделено между Мандершайд-Бланкенхайм-Герольштейнами, Мандершайд-Кайлями и Мандершайд-Шлейденами. В 1780 году мужская линия графов Мандершайд-Бланкенхайм вымерла. Последняя графиня Августа фон Мандершайд-Бланкенгейм была замужем за чешским графом Филиппом Кристианом фон Штернбергом. Ветвь этой семьи тогда называла себя Штернберг-Мандершайд.

## История

### До 1488 г.
Возведение старшего из двух замков Обербурга датируется X в. В середине XII в. он перешел во владение архиепископов Трира. Нидербург, упоминаемый с 1133 г., затем был расширен до резиденции сеньоров Мандершайда, которые были судебными приставами Эхтернахского аббатства и вассалами графов Люксембурга. Вильгельм V (1320—1345) расширил замок и включил в состав укреплений город Нидермандершайд.
В XV веке граф Дитрих III унаследовал сеньорию Шлейден и графство Бланкенхайм. В 1457 г. он был возведен в сан имперского графа. В 1488 г. он разделил владения:
- Куно (Конрад) унаследовал графство Мандершайд, включая Нидербург, Кассельбург, Керпен, Шлейден, Кроненбург и Нойербург, основав линию Мандершайд-Шлейден. Во второй половине XV в. графство приняло реформацию.
- Иоганн унаследовал Бланкенхайм, Юнкерат, Герольштайн и часть сеньории Мехерних, основав линию Мандершайд-Бланкенхайм-Геролштайн. Перешёл к Мандершайд-Бланкенхайму в 1742 г. Но в 1780 г., после того как мужская линия графов Мандершайд-Бланкенгейм вымерла, собственность перешла к графу Филиппу Кристиану фон Штернбергу, который женился в 1762 г. на Августе фон Мандершайд-Бланкенгейм.
- Вильгельм унаследовал Зальм и бейливик Люксем, основав линию Мандершайд-Кайль. Когда последний граф Оберкайль умер, не оставив наследников, в 1742 году его владения перешли к дому Мандершайд-Бланкенхайм.

### Возвышение
По состоянию на 1385 г. владения Мандершайдеров были сосредоточены вокруг Мандершайда, Оберкайля, Виттлиха и Клюссерата. Их сюзеренами были графы Люксембургские и архиепископ Трирский, от которых Мандершейдеры владели примерно 1/3 верховного суда в Миндерлитгене, двором в Хетцерате и замковой вотчиной в Нойербурге. В 1437 г. поселение в долине Нидермандершайд было огорожено кольцом стен, в результате переход через реку Лизер был закрыт, а таможня на реке была в руках Мандершайдеров.
В сохранившейся бухгалтерской книге 1468 года упоминается доход в размере 108 гульденов за полугодие. Однако были и значительные доходы от сельского хозяйства. Фермеры должны были сдавать помещику «десятину» своего дохода. Налоги выплачивались в основном в натуральной форме, например, за урожай и забитый скот. Дополнительный доход правители получали за счет платы за выпас скота в лесах, сдачи в аренду мельниц для молотьбы зерна, или за счет выкупных платежей за освобождение. Процветающая металлургическая промышленность способствовала усилению за несколько десятилетий Мандершайдов. Самый старый металлургический завод на юге Эйфеля Айзеншмитт, к юго-западу от Мандершайда, впервые упоминается в документе 1372 г.
В XIV в. через браки семья проникла в центральный и северный Эйфель. В 1381 г. Дитрих I дочери сеньора Штайна и Вартенштейна Тильмна Елизвете, что дало права на разделённый замок Штайнкалленфельс в Хунсрюке и на замок Вартенштайн в районе Наэ. Его сын Дитрих II женился на дочери сеньора фон Брюка Ирменгардис, что дало ему поместья, число которых выросло после смерти брата его жены Дитриха фон Дауна в 1421 г. — поместья Даун и Брюк делились с бургграфом Райнека и мужем младшей сестры покойного Катарины Йоханнесом.
В середине 15 века лорды Мандершайда получили наследственный графский титул. Дитрих II под руководством своего отца воевал против дворян фон Родемахерна и графа Фельденца Фридриха, в 1394 г. также помог архиепископу Кельна Дитриху II фон Мёрсу в противостоянии с епископом Падерборна Вильгельмом.

### Ликвидация
Французские войска оккупировали левый берег Рейна и Эйфель в 1794 г. без каких-либо серьёзных боев. Следуя принципам Французской революции, дворянство было лишено власти, а феодализм был ликвидирован. Барщина, а также десятина и внутренние таможенные пошлины были отменены. С тех пор население получили равные права, а французский стал официальным языком. Была обновлена и действовавшая до того средневековая правовая система. Экономика Эйфеля пережила подъём.
Графиня Мандершайд бежала в поместья в Богемии, часть её коллекции осталась в Кёльне у близкого к семье Фердинанда Франца Вальрафа.
За утрату Бланкенхайма, Юнкерата, Герольштайна и Доллендорфа на левом берегу Рейна Франции графы Штернберг-Мандершайд получили по заключительному постановлению имперской депутации 1803 г. верхнешвабскими аббатства Шуссенрид и Вайсенау. В 1806 г. эти владения были медиатизированы и перешли к королевству Вюртемберг.